# Powiat Bytowski

Powiat Bytowski

Der Powiat Bytowski (kaschubisch Bëtowsczi kréz) ist ein Powiat (Kreis) in der polnischen Woiwodschaft Pommern. Der Powiat hat eine Fläche von 2192,81 Quadratkilometern, auf der etwa 79.000 Einwohner leben.

## Städte und Gemeinden
Der Powiat umfasst zehn Gemeinden.

### Stadt-und-Land-Gemeinden
- Bytów (Bütow, kaschubisch Bëtowò)
- Miastko (Rummelsburg i. Pom.)

### Landgemeinden
- Borzytuchom (Borntuchen)
- Czarna Dąbrówka (Schwarz Damerkow)
- Kołczygłowy (Alt Kolziglow)
- Lipnica (Liepnitz)
- Parchowo (Parchau)
- Studzienice (Stüdnitz)
- Trzebielino (Treblin)
- Tuchomie (Groß Tuchen)

## Nachbarpowiate
|                                | Powiat Słupski Stolp                        | Powiat Lęborski Lauenburg                          |
| Powiat Koszaliński Köslin      | Kompassrose, die auf Nachbargemeinden zeigt | Powiat Kościerski Berent, Powiat Kartuski Karthaus |
| Powiat Szczecinecki Neustettin | Powiat Człuchowski Schlochau                | Powiat Chojnicki Conitz                            |

## Partnerschaften
- Landkreis Rügen, Deutschland
- Landkreis Schmalkalden-Meiningen, Deutschland
- Winona, Vereinigte Staaten